# ファビュラス・ファッション・インデペンデンツ
ファビュラス・ファッション・インデペンデンツ（Fabulous Fashion Independents）はアメリカ合衆国のファッション評論家であるミスター・ブラックウェルことリチャード・ブラックウェルが制作し、発表するベストドレッサーリスト。

## 概説
ブラックウェルがその年、最も素晴らしいファッションを披露した著名人をランキングで発表する。ミスター・ブラックウェルが選ぶ女性ワーストドレッサーと同時に発表されるが、ワーストドレッサーほどの注目は集めない。

## 各年

### 1990年代
1997年
1. コートニー・ラブ
2. ジェイダ・ピンケット＝スミス
3. デミ・ムーア
4. ニコール・キッドマン
5. サルマ・ハエック
6. アン・ヘッシュ
7. ローマ・ダウニー
8. トニー・ブラクストン
9. セリーナ・アームストロング=ジョーンズ、リンリー子爵夫人

1998年
1. ヒラリー・クリントン
2. グウィネス・パルトロー
3. ミニー・ドライヴァー
4. キム・ベイシンガー
5. グロリア・スチュアート
6. ローマ・ダウニー
7. マデレーン・オルブライト
8. ヴィクトリア王女
9. オプラ・ウィンフリー

1999年
1. グウィネス・パルトロー
2. ソフィア・ローレン
3. オプラ・ウィンフリー
4. カムリン・マンハイム
5. バーブラ・ストライサンド
6. ハル・ベリー
7. ヘレン・ミレン
8. ニコール・キッドマン
9. シャロン・ストーン
10. カロリーヌ・ド・モナコ

### 2000年代
2000年
1. ジュリエット・ビノシュ
2. ハル・ベリー
3. シャーリーズ・セロン
4. フェイス・ヒル
5. リズ・スミス
6. グウィネス・パルトロー
7. ヘザー・ロックリア
8. ラーニア王妃
9. アシュレイ・ジャッド
10. ウィノナ・ライダー

2001年
1. ジュリア・ロバーツ
2. オプラ・ウィンフリー
3. ダイアン・ソイヤー
4. ルネ・フレミング
5. ニコール・キッドマン
6. グウィネス・パルトロー
7. ジョアン・アレン
8. ペネロペ・クルス
9. レネー・ゼルウィガー
10. ケイティ・コーリック

2002年
1. リース・ウィザースプーン
2. デブラ・メッシング
3. ハル・ベリー
4. キャサリン・ゼタ＝ジョーンズ
5. オプラ・ウィンフリー
6. レネー・ゼルウィガー
7. ケイト・ウィンスレット
8. ニコール・キッドマン
9. ジェニファー・アニストン

2003年
1. ニコール・キッドマン
2. ジェニファー・ガーナー
3. ダイアン・レイン
4. サルマ・ハエック
5. オプラ・ウィンフリー
6. ケイティ・ホームズ
7. ティッピ・ヘドレン
8. ビヨンセ
9. フェイス・ヒル
10. サラ・ジェシカ・パーカー
11. ソフィー（エドワード伯爵夫人）

2004年
1. ニコール・キッドマン
2. ナタリー・ポートマン
3. バーバラ・ウォルターズ
4. ケイト・ウィンスレット
5. アネット・ベニング
6. オプラ・ウィンフリー
7. スカーレット・ヨハンソン
8. グウェン・ステファニー
9. ジェニファー・ガーナー
10. テリー・ハッチャー

2005年
1. リース・ウィザースプーン
2. キルスティン・ダンスト
3. キャシー・ヒルトン
4. ディオンヌ・ワーウィック
5. ジニー・マンチーニ
6. ニコール・キッドマン
7. キャロライナ・ヘレラ
8. スカーレット・ヨハンソン
9. ケイト・モス
10. ナタリー・ポートマン

2006年
1. ケイト・ウィンスレット
2. アンジェリーナ・ジョリー
3. ヘレン・ミレン
4. バーブラ・ストライサンド
5. ビヨンセ
6. ナンシー・ペロシ
7. シャルロット・カシラギ
8. ハイジ・クラム
9. ケイティ・ホームズ
10. マーシャ・クロス

2007年
1. リース・ウィザースプーン
2. ジヤマイヤ・カーン
3. ビヨンセ
4. アンジェリーナ・ジョリー
5. ヘレン・ミレン
6. ニコール・キッドマン
7. ケイティ・ホームズ
8. キャサリン・ハイグル
9. ケイト・ブランシェット
10. ケイト・ミドルトン